# AirPrint
AirPrint ist eine von dem US-amerikanischen Unternehmen Apple entwickelte Software-Schnittstelle für drahtloses Drucken von Endgeräten aus mit dem Betriebssystem iOS und macOS (ursprünglich Mac OS X).

## Geschichte
AirPrint wurde erstmals am 22. November 2010 in die Version iOS 4.2.1 implementiert. Am 20. Juli 2011 wurde die Schnittstelle auf Mac-Geräte erweitert und in Mac OS X Lion eingeführt.

## Funktionen
Der Hauptfokus der Schnittstelle liegt auf der drahtlosen Kommunikation zwischen einem Drucker und einem iOS-Gerät über ein Wi-Fi-Netzwerk. AirPrint funktioniert jedoch auch über Ethernet-Verbindungen. Es können über zahlreiche Applikationen PDFs, Textdokumente und andere Dateien direkt an den Drucker gesendet werden. Eine Konfiguration des Druckers oder des iOS-Gerätes wird nicht benötigt. Die Drucker können aus einer Liste ausgewählt werden. Nicht jeder Drucker mit Netzwerkanschluss unterstützt AirPrint.